# Katamaran
- Övre vänster: Katamaran i M32 Series Scandinavian tävlande på Riddarfjärden i Stockholm 2016.
- Övre höger: Replika av polynesisk katamaran.
- Undre vänster: En Katamaran för tävlingssegling, av typen A-Cat.
- Undre höger: Katamaranen Express 1 rakt framifrån i Ystads hamn 2021.

Katamaran (tamil: kaṭṭu "binda" + maram "träd") är en båt med två eller fler parallella skrov. Katamaraner förekommer i såväl segel- som motordrivna former. Katamaraner är ofta – men inte alltid – snabbare, stabilare och rymligare än motsvarande enskrovsbåt.

## Etymologi
Ordet katamaran introducerades till det engelska språket av William Dampier (1651-1715) som var engelsk sjöfarare, forskare och pirat. Han var först med att utforska det land som idag heter Australien. William Petty (1623-1687) engelsk nationalekonom, läkare, filosof, medlem i Royal Society som då nyligen instiftats, byggde tre katamaraner 1662-1664 och en fjärde 1684, men de fungerade inte i sjögång och någon förliste.

## Funktion
Segelbåtar har ett stort behov av stabilitet för att motverka den krängande kraft seglen ger upphov till. Eftersom stabilitet och rymd kan åstadkommas genom att öka avståndet mellan skroven, istället för genom en tung köl eller genom de enskilda skrovens bredd, kan katamaranen göras lättare än motsvarande enskrovsbåt och dess skrov kan vara mycket smala. Därmed blir vågbildningsmotståndet litet och skrovhastigheten betydelselös. Katamaranen har dock större våtyta än enskrovsbåten och i låga hastigheter dominerar den av våtytan beroende friktionen över vågbildningsmotståndet.
För att utnyttja fördelen av smala skrov måste katamaranen (med last) vara lätt. Om fylliga skrov behövs för att ge tillräcklig bärkraft ger katamarankonstruktionen inte någon större fördel vad gäller fart. I fråga om vanliga familjebåtar, med måttlig rigg och konventionella material, behöver katamaraner inte vara snabbare än enskrovsbåtar.
För maskindrivna fartyg, som inte behöver köl eller bredd för att motverka av seglen beroende avdrift och krängning, är den främsta fördelen jämnare gång, i synnerhet (vid vågor från sidan) så länge avståndet mellan skroven är stort i förhållande till vågornas längd.

## Historia
De första katamaranerna byggdes av polynesierna som var skickliga båtbyggare och navigatörer. Deras dubbelkanoter bestod av två skrov som var förenade med fastsurrade balkar på vilken en plattform placerades, som var stor nog för flera människor, förnödenheter och husdjur. Med hjälp av ett segel och flera paddlar fördes farkosten fram snabbt och på rätt kurs.

## Bildgalleri

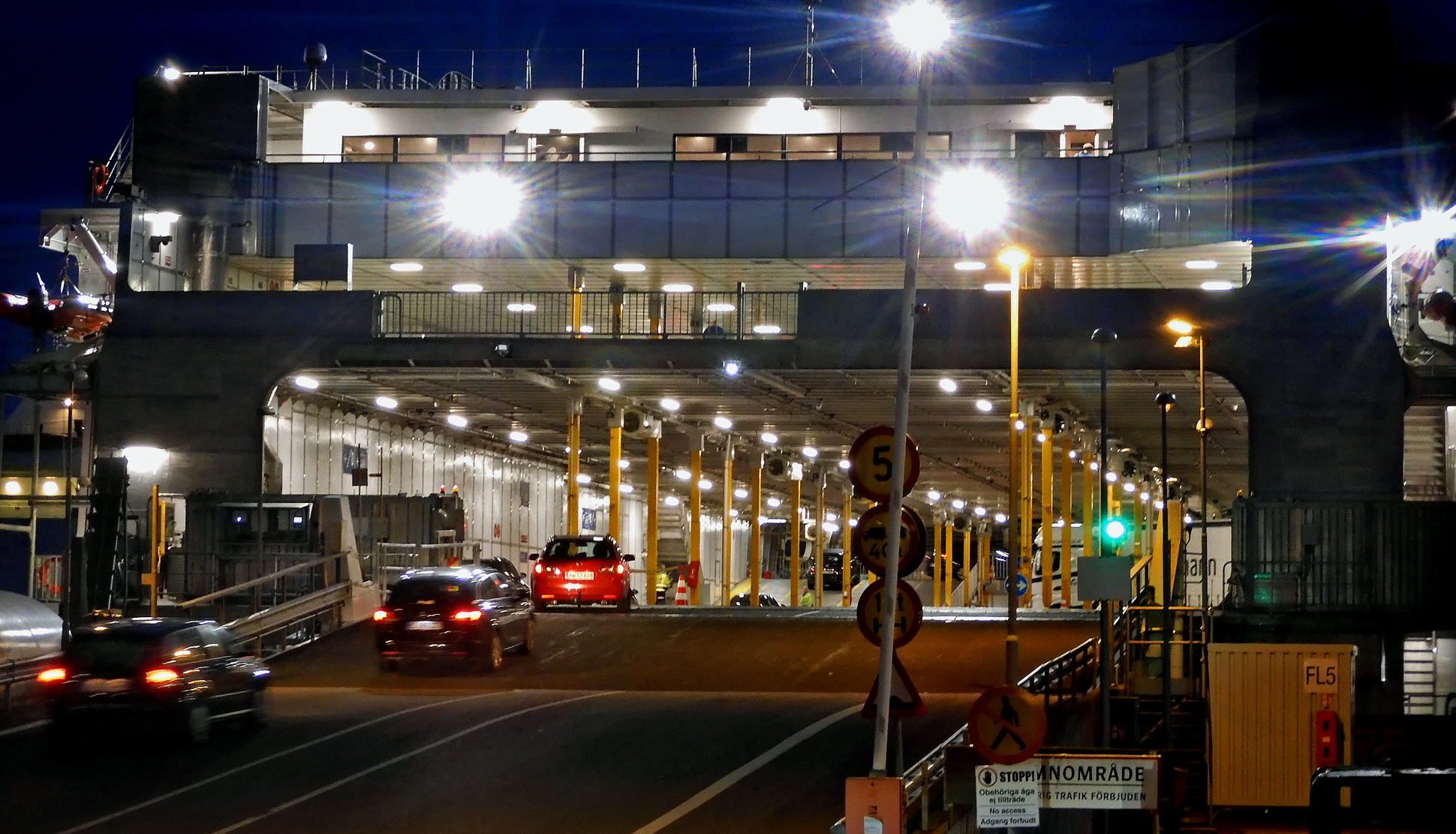
Lastdäcken på Express 5 i Ystads hamn 13 september 2024
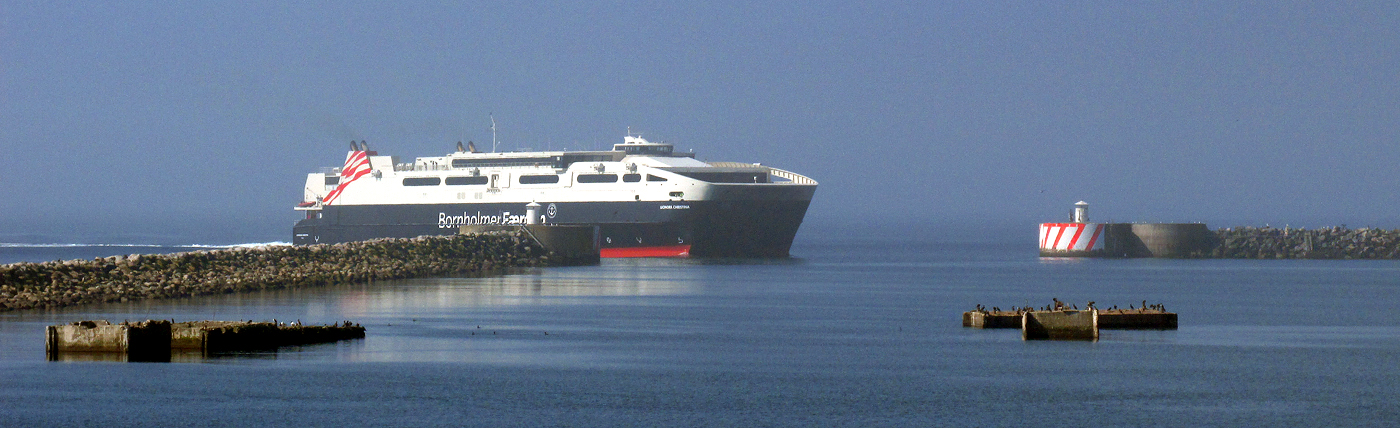
Katamaranen HSC Leonora Christina.
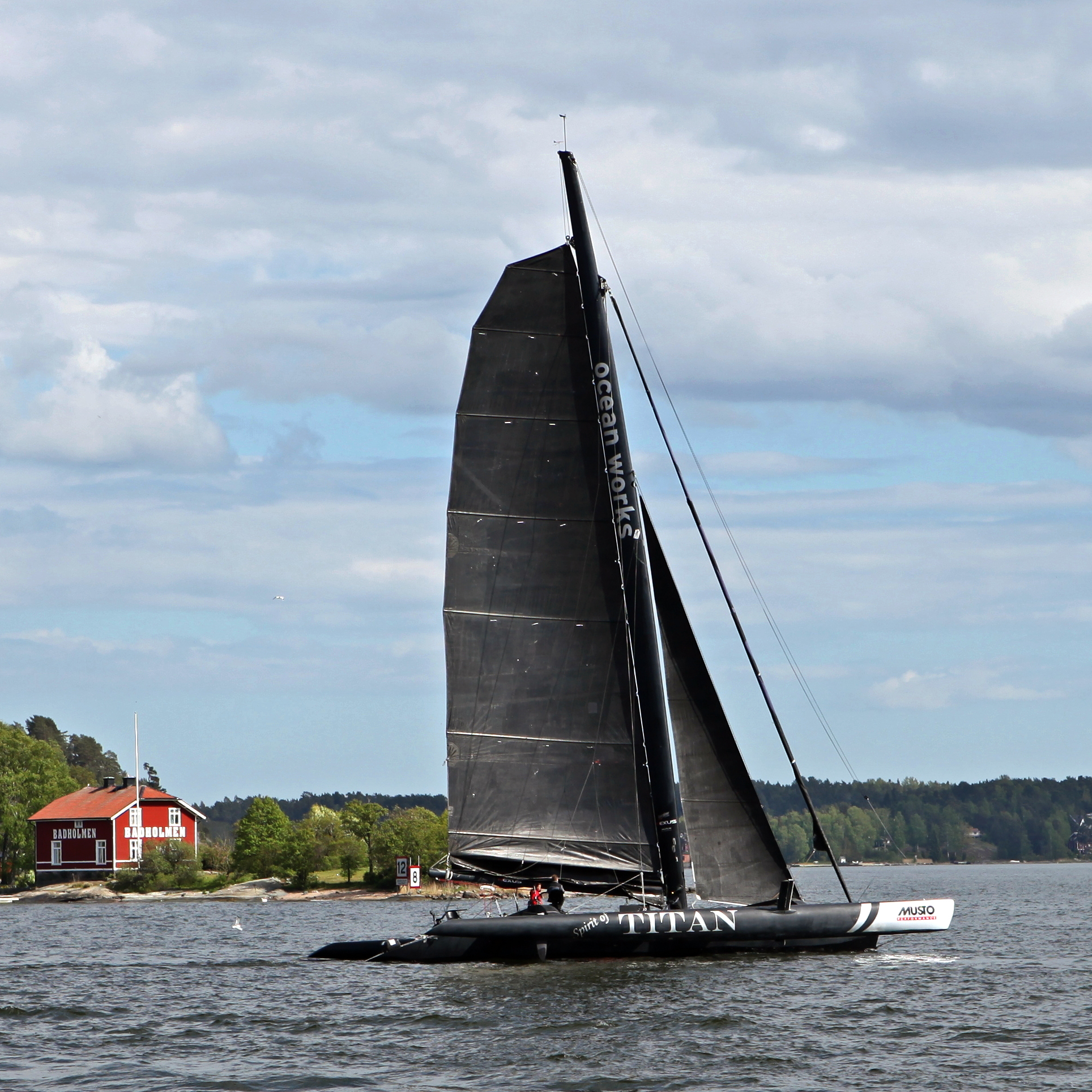
Segelkatamaran utanför Vaxholm 2009.
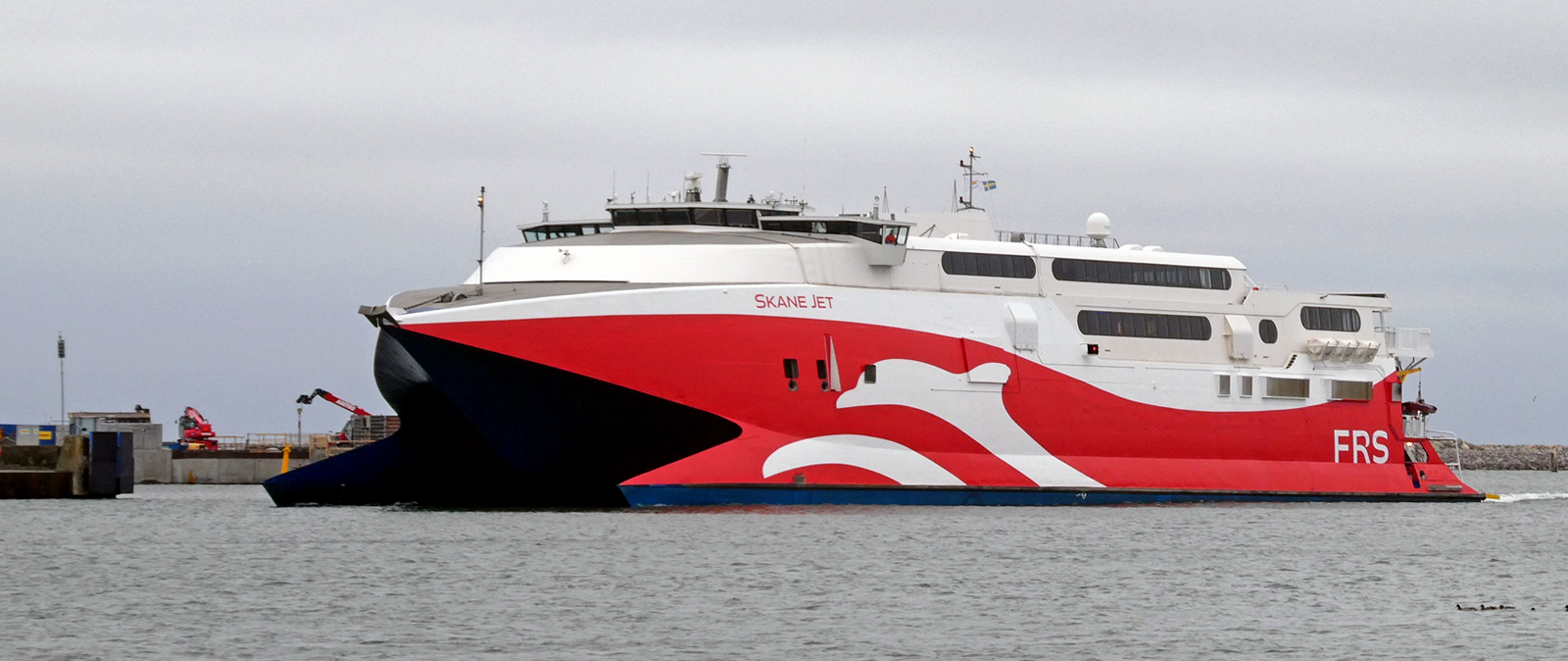
Katamaranen Skane Jet i Ystads hamn, sep 2020.